# Луньов Валентин Васильович
Валентин Васильович Луньов (*11 червня 1938) — український учений-фізик. Доктор технічних наук, професор. Академік АН ВШ України з 2008 р.

## Біографія
Народився у Кірові (нині місто Кропивницький). У 1961 р. закінчив Запорізький машинобудівний інститут за спеціальністю «Машини та технологія ливарного виробництва». У 1984 р. захистив докторську дисертацію за темою «Розробка теоретичних основ і впровадження процесів позапічної обробки рідкої електросталі РЗМ і ЛЗМ з метою підвищення фізико-механічних та експлуатаційних властивостей металу». Нині директор Фізико-технічного інституту Запорізького національного технічного університету, завідувач кафедри «Машини і технологія ливарного виробництва». Викладає дисципліни: «Фізична хімія», «Теорія металургійних процесів», «Ливарні сплави і плавка», «Основи теорії плавки та виробництво виливків».
Наукові інтереси: вплив шкідливих домішок на якість ливарних сталей, кінцеве розкислення та модифікування ливарних та деформованих сталей, вплив РЗМ та ЛЗМ на фізико-механічні та ливарні властивості сталей, холодостійкі та зносостійкі сталі, їх склади та технології виробництва.

## Наукова діяльність
Автор численних підручників та монографій, зокрема: «Лабораторний практикум» з грифом МОНУ (1986 р.), «Сера и фосфор в стали» (1989 р.), «Хімічний аналіз матеріалів в металургійній і феросплавній промисловості» (2000 р.), «Теория и расчеты высокотемпературных теплофизических процессов в металлургических системах» (2003 р.), «Контроль зерна в конструкционной стали» (2003 р.), «Качество конструкционной электростали» (2004 р.), «Електрошлаковий процес, обладнання і технології» (2003 р.), «Технический анализ вспомогательных материалов, чугунов и сталей в металлургии и машиностроении» (2004 р.), «Зеренная структура и нитридная фаза конструкционной электростали в технологиях металлургического передела» (2003 р.), «Неметаллические включения в сталях, чугунах и ферросплавах» (2006 р.), «Модифицирование стали для отливок и слитков» (2009 р.).